# Малий Корчуган
Малий Корчуган (рос. Малый Корчуган) — присілок у складі Топкинського округу Кемеровської області, Росія.

## Населення
Населення — 500 осіб (2010; 534 у 2002).
Національний склад (станом на 2002 рік):
- росіяни — 91 %